# 慈光寺 (埼玉県ときがわ町)
慈光寺（じこうじ）は、埼玉県比企郡ときがわ町にある天台宗の寺院である。山号は都幾山。院号は一乗法華院。本尊は十一面千手千眼観世音菩薩で、坂東三十三観音第9番札所。
本尊真言：おん ばざら たらま きりく そわか
ご詠歌：聞くからに大慈大悲の慈光寺 誓いも共に深きいわどの

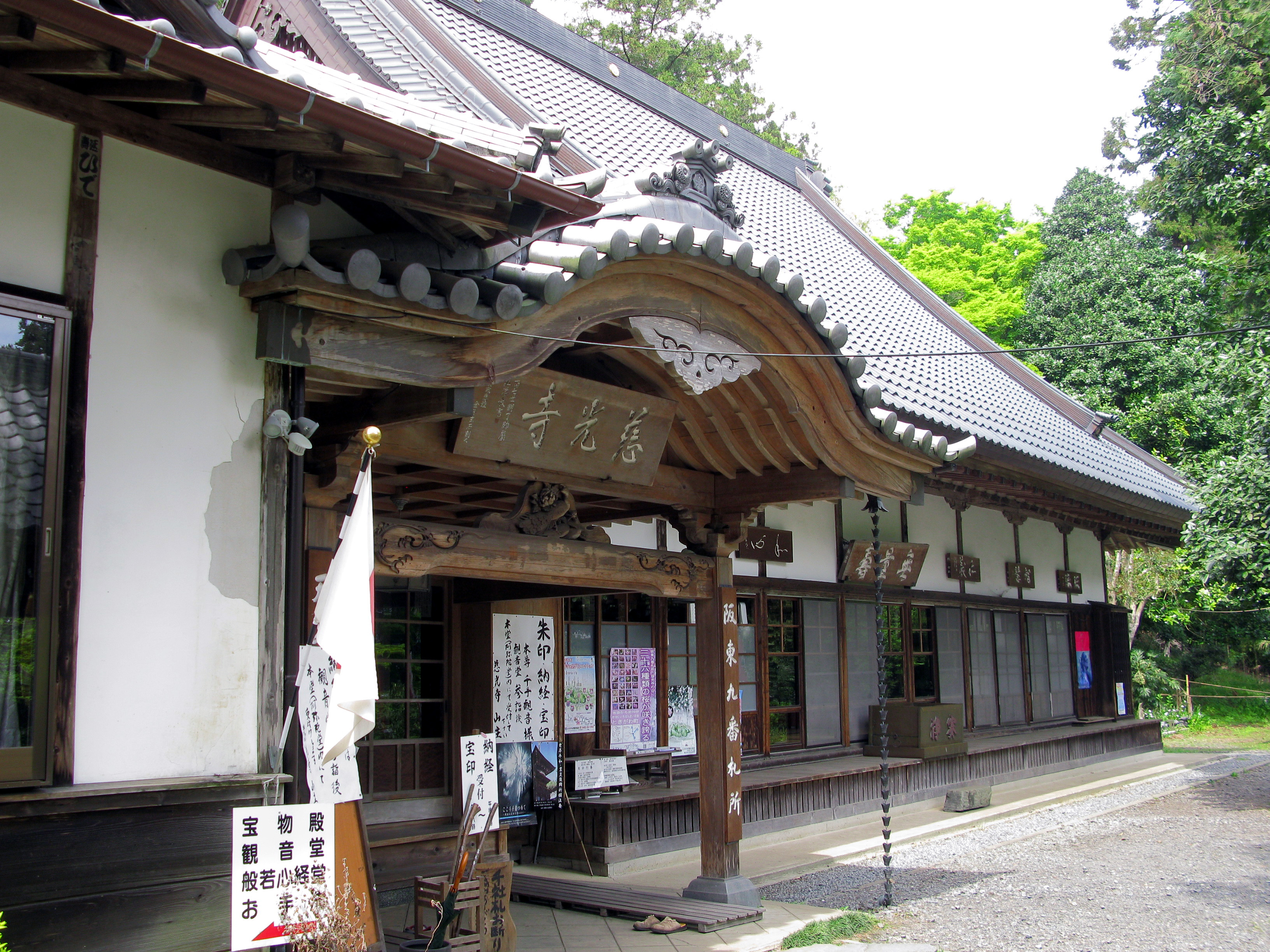
阿弥陀堂（本堂）

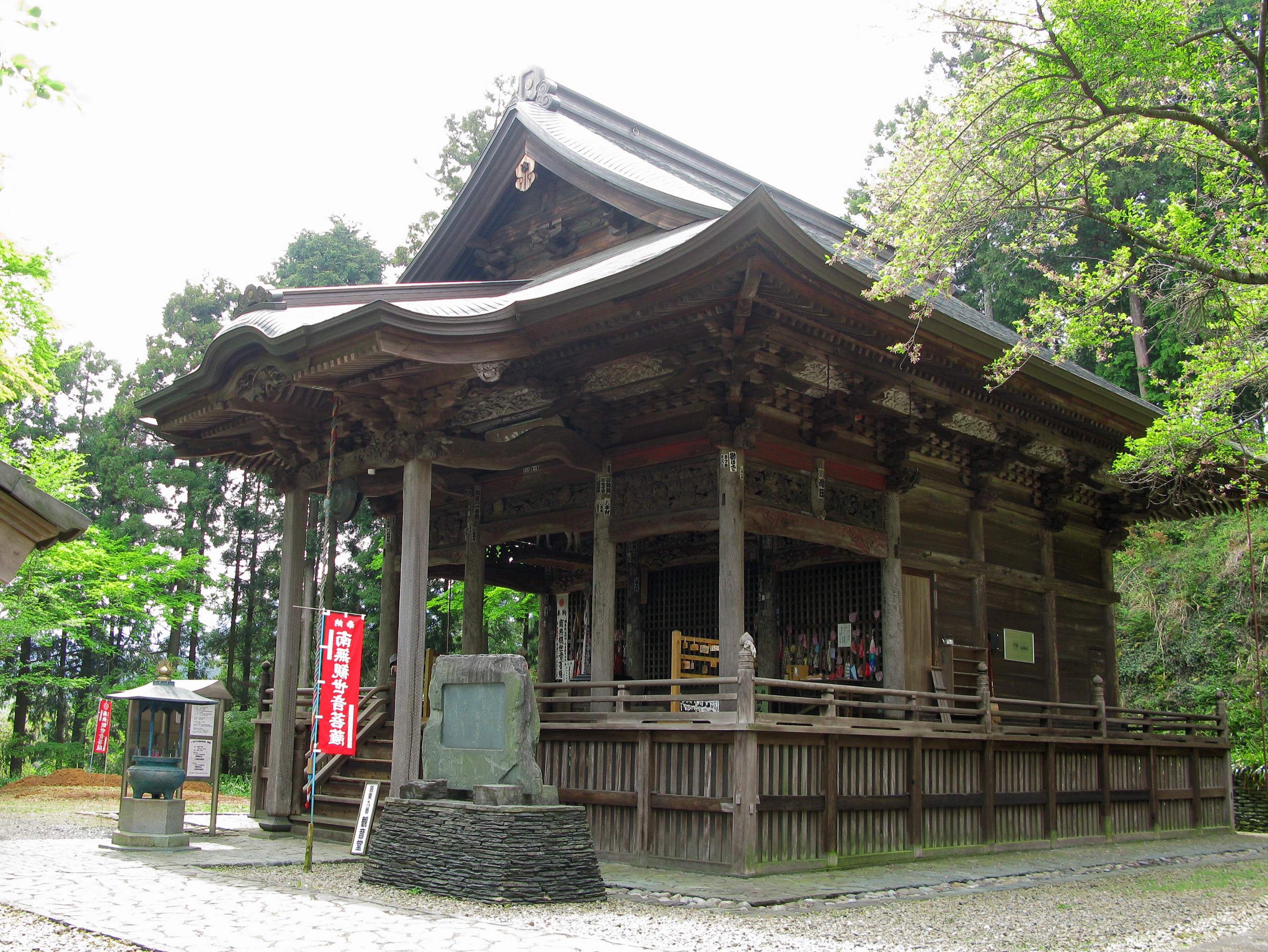
観音堂

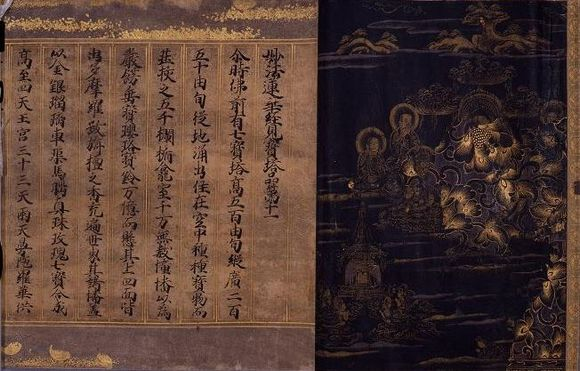
法華経一品経のうち見宝塔品（国宝）

## 歴史
伝承によれば、天武天皇2年（673年）、興福寺の僧慈訓が千手観音を安置し、その後宝亀元年（770年）道忠が開山となって創建されたという。平安時代の貞観年間（859年 - 877年）には勅願所となり、天台宗の別院となりその中心的な寺院となった。その後、源頼朝をはじめ徳川将軍家などの帰依を得た。

## 文化財

### 国宝
- 法華経一品経・阿弥陀経・般若心経 33巻（附筆者目録1巻、補写目録1巻）東京国立博物館寄託 - 鎌倉時代の作品。昭和29年（1954年）03月29日指定。

### 重要文化財
- 開山塔 - 室町時代後期（1556年）の建立。宝塔、とち葺。昭和28年（1953年）08月29日指定。
- 銅鐘 （寛元三年銘） - 鎌倉時代（1245年）の作品。明治39年（1906年）04月14日指定。
- 金銅密教法具（独鈷鈴1、三鈷鈴1、塔鈴1、宝珠鈴1、五鈷杵1、羯磨4、花瓶3、金錍1、輪宝1）東京国立博物館寄託 - 鎌倉時代の作品。昭和36年（1961年）06月30日指定。
- 大般若経 152巻 貞観十三年安倍小水麿奥書 - 平安時代（871年）の作品。

貞観13年（871年）に安倍小水麿なる人物が発願・書写させた『大般若経』の巻子本。奈良国立博物館寄託。『大般若経』は全600巻の大部な経典で、本件の以外に諸所に数巻ずつ所在が知られる。同経の写本は数多く伝存しているものの、9世紀に遡る遺品は少ない。筆跡は様々で多数の人間が分担していると見られるが、技量は総じて高く、それだけの書写生を集められる環境が存在したと想定される。152巻のうち102巻の巻末に願文があり、貞観13年3月3日にかつて上野国の権大目を務めた従六位下の位階を持つ安倍小水麿が発願し、仏道を信仰する全ての人々を悟りの境地に至らしめ、合わせて小水麿自身の今生および未来世の願いの成就を祈願する目的で作られたことが記される。9世紀における仏教信仰のあり方と受容を物語る史料として貴重である。昭和39年（1964年）04月14日指定。
埼玉県指定文化財
- 木造聖僧文殊坐像
- 木造宝冠阿弥陀如来坐像
- 木造千手観音立像

観音堂に安置されている千手観音像。1994年（平成6年）に観音堂の修復工事に際して解体修理が行われ、内部から天文18年（1549年）に大仏師法眼長慶により造立されたことを示す墨書銘が発見された。毎年4月17日及び4月第2日曜日に本尊開扉護摩が執り行われる。
- 経箱
- 青石塔婆9基
- 蔵骨器 附:慈光寺開山塔出土品一括

埼玉県指定天然記念物
- タラヨウジュ
- カヤ　など

- 昭和60年（1985年）11月26日、放火により釈迦堂や鐘楼が火災となり、釈迦如来像、蔵王権現像などが焼失した。

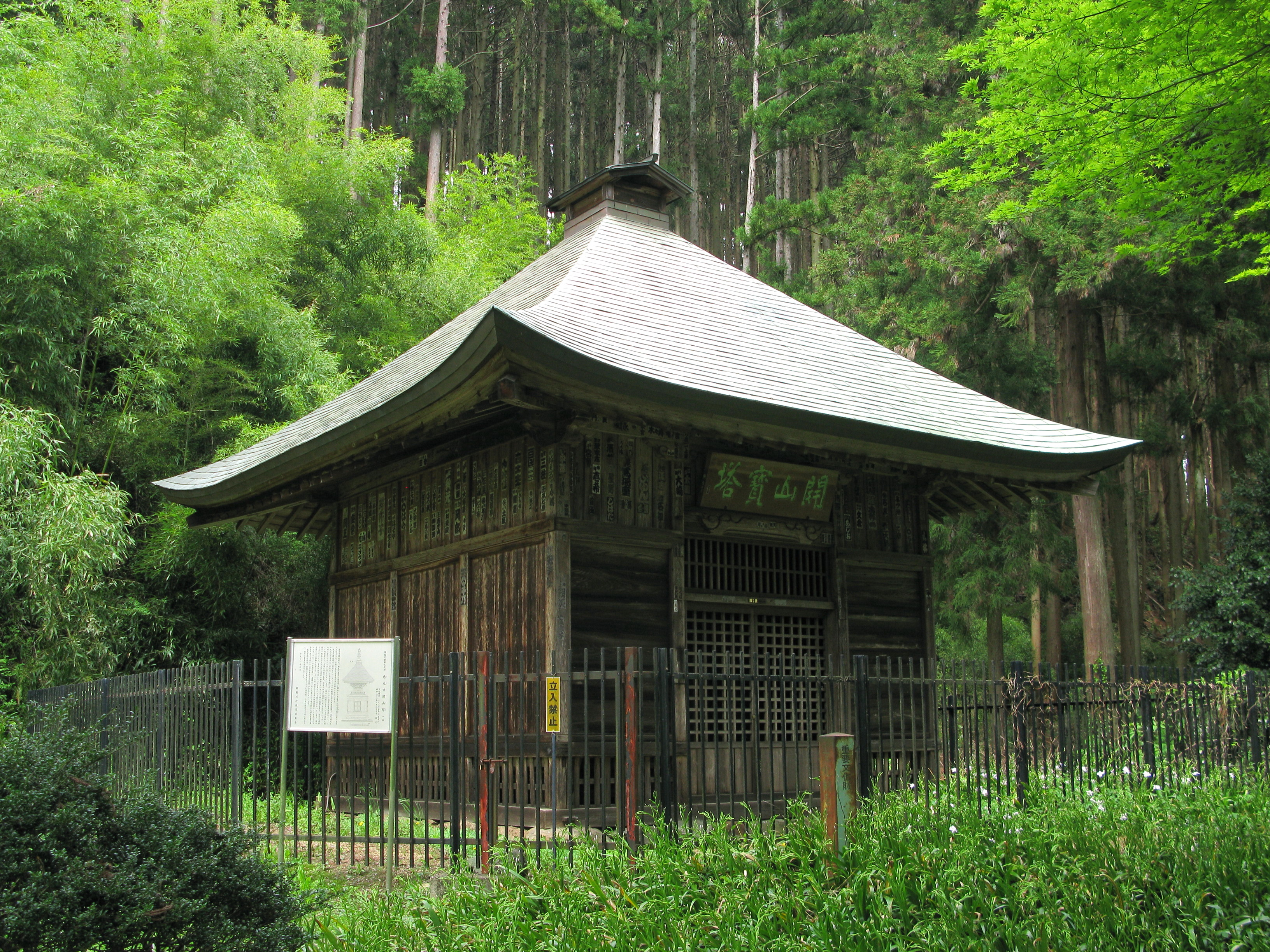
開山塔（覆屋）
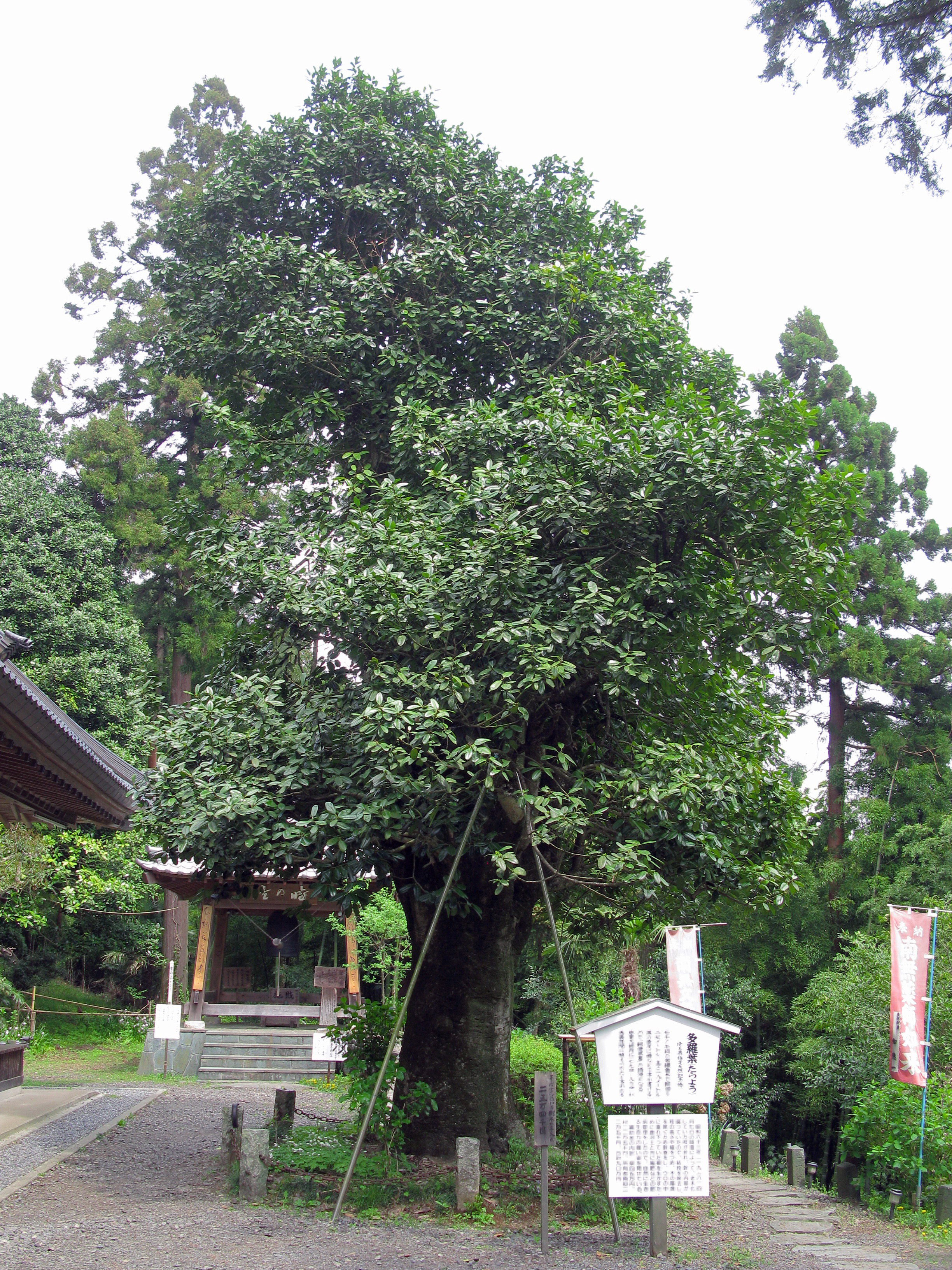
多羅葉樹

## 交通アクセス
下記の駅からときがわ町営バス利用で、慈光寺または慈光寺入口下車
- 八高線（JR東日本）明覚駅から竹の谷行（大野行）
- 同駅から役場第二庁舎前行を利用、終点で竹の谷行・日向根行に乗継ぎ
- 八高線・東武越生線 越生駅から日向根行
- 同駅から役場第二庁舎前行を利用、終点で竹の谷行・日向根行に乗継ぎ

## 前後の札所
坂東三十三観音
8 星谷寺　--　9 慈光寺　--　10 正法寺 (東松山市)

## その他
慈光寺境内には、ときがわ町（当時は都幾川村）出身の民間飛行機研究家・岩田正夫が当時の都幾川村に寄贈した飛行機の機体の一部が保存されている飛行機小屋がある。